# Ctenium bahiense
Ctenium bahiense är en gräsart som beskrevs av Longhi-wagner. Ctenium bahiense ingår i släktet Ctenium, och familjen gräs. Inga underarter finns listade i Catalogue of Life.